# Gunung Keruk
Gunung Keruk är ett berg i Indonesien.   Det ligger i provinsen Yogyakarta, i den västra delen av landet, 500 km öster om huvudstaden Jakarta. Toppen på Gunung Keruk är 523 meter över havet, eller 85 meter över den omgivande terrängen. Bredden vid basen är 1,2 km. Gunung Keruk ingår i Pegunungan Ncale.
Terrängen runt Gunung Keruk är kuperad norrut, men söderut är den platt. Runt Gunung Keruk är det tätbefolkat, med 613 invånare per kvadratkilometer. Närmaste större samhälle är Klaten, 16,8 km norr om Gunung Keruk. I omgivningarna runt Gunung Keruk växer huvudsakligen savannskog.